# Březůvky
Březůvky (en allemand : Brzesuwek, de 1939 à 1945 : Bresuwek) est une commune du district et de la région de Zlín, en Tchéquie. Sa population s'élevait à 693 habitants en 2020.

## Géographie
Březůvky se trouve à 9 km au sud-sud-est de Zlín, à 80 km à l'est de Brno et à 257 km au sud-est de Prague.
La commune est limitée par Březnice au nord-ouest, par Želechovice nad Dřevnicí au nord-est, par Provodov à l'est, par Ludkovice et Hřivínův Újezd au sud, et par Doubravy à l'ouest.

## Histoire
La première mention écrite du village date de 1406.

## Transports
Par la route, Březůvky se trouve à 10 km de Zlín, à 98 km de Brno et à 310 km de Prague.